# PostGIS
PostGIS è un'estensione spaziale per il database PostgreSQL distribuito con licenza GPL.
Fornisce i tipi di dati specificati negli standard dell'Open Geospatial Consortium.
In particolare è un geodatabase, fornisce il sistema di gestione dati sui quali è basato un GIS Geographic(al) Information System.